# Lucha Libre AAA Worldwide
Promociones Antonio Peña, S.A. de C.V. sau Lucha Libre AAA Worldwide (denumită în mod obișnuit ca AAA, pronunțat „triplu A” – o abreviere a numelui său original Asistencia, Asesoría y Administración de Espectáculos), este o companie mexicană de Lucha Libre (wrestling) cu sediul în Mexico City, Mexic. A fost fondată în 1992, când Antonio Peña s-a despărțit de Consejo Mundial de Lucha Libre (CMLL) pentru a-și înființa propria companie pentru a avea mai multă libertate creativă.
AAA și-a dezvoltat o reputație pentru personajele sale ciudate și pentru stilurile de wrestling mai extreme. Pe lângă „ringul pătrat”, promoția folosește ocazional un ring de lupte hexagonal. Promoția a avut relații cu alte promoții mexicane, precum și cu mai multe promoții americane; precum Total Nonstop Action Wrestling (TNA), Major League Wrestling (MLW) și All Elite Wrestling (AEW).
AAA găzduiește în principal evenimente pay-per-view (PPV) în Mexic și, de asemenea, a avut evenimente internaționale în Statele Unite și Japonia. Promoția difuzează în mod regulat emisiuni la Gala TV din Mexic și Univision TDN în Mexic și părți ale Statelor Unite.